# Toúmba (Kilkís)
Toúmba, en grec moderne : Τούμπα, est un village du dème de Péonie, dans le district régional de Kilkís, en Macédoine-Centrale, Grèce. 
Selon le recensement de 2011, la population du village compte 628 habitants.